# Littérature santoméenne

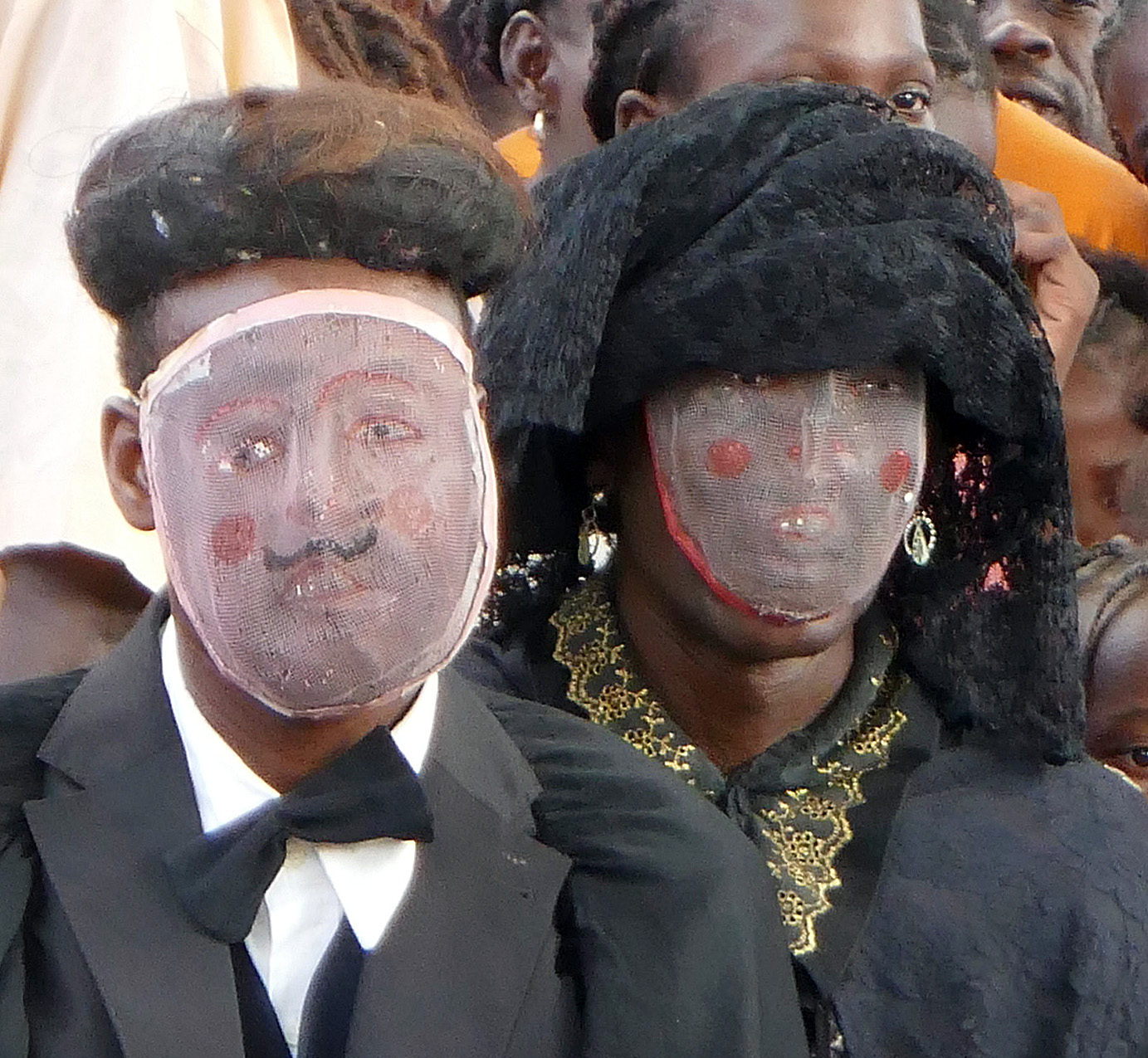
Masques de tchiloli à São Tomé (2019).

La littérature santoméenne est une littérature africaine principalement de langue portugaise, peu traduite, qui s'est développée sur les deux îles constituant aujourd'hui l'État de Sao Tomé-et-Principe, en puisant ses sources à la fois dans la culture du Portugal et dans l'univers rural des roças qui ont forgé l'identité du petit archipel.

Francisco José Tenreiro (1921-1963), poète et géographe, auteur d'un ouvrage de référence sur l'île de São Tomé, et Alda do Espírito Santo (1926-2010), militante indépendantiste, femme politique, poétesse, autrice des paroles de l'hymne national Independência total, sont deux figures majeures de cette littérature.

## Genres littéraires

### Poésie
Les poètes sont particulièrement bien représentés, avec les pionniers Francisco Stockler (1839-1884) et Caetano da Costa Alegre (1864-1890), parti au Portugal. Outre Francisco Tenreiro et Alda do Espírito Santo déjà cités, on relève aussi les noms de Marcelo da Veiga (1892-1976), chantre de la négritude, Manuela Margarido (1925-) également diplomate, le médecin et militant António Tomás de Medeiros (1931-2019), Francisco Costa Alegre (1953-) qui aborde aussi d'autres genres tels que le conte, l'histoire, la critique littéraire, Conceição Lima (1961-), qui se fait connaître dans les années 2000, notamment avec A Dolorosa Raiz do Micondó.

### Théâtre
C'est au théâtre qu'on trouve les formes littéraires populaires les plus originales, toujours vivaces : le tchiloli sur l'île de Sao Tomé et l'auto de Floripes sur celle de Principe. Tous deux puisent leur inspiration dans le cycle de Charlemagne, revu à l'aune de l'histoire coloniale et des rites funéraires locaux.

### Prose
Né sur l'île de Principe mais installé au Portugal, Mário Domingues (1899–1977), auteur de romans et d'essais, est l'un des auteurs portugais les plus prolifiques. L'homme politique Albertino Bragança (1944-), ancien ministre des Affaires étrangères également auteur de contes et de romans, fonda avec Alda do Espírito Santo l'Union nationale des écrivains et artistes de Sao-Tomé-et-Principe (UNEAS). Olinda Beja (1946– ), née à Guadalupe, femme de lettres et enseignante, est partie au Portugal et vit aujourd'hui en Suisse.

### Tradition orale
La plupart des productions littéraires santoméennes sont de langue portugaise, mais les langues créoles, telles que le forro, l'angolar ou le principense, sont aussi le support d'expressions spécifiques : contes, chansons, proverbes, dictons ou devinettes.

### Écrivains
Les écrivains santoméens les plus connus hors du pays sont :        
- Caetano da Costa Alegre (1864-1890)
- Francisco José Tenreiro (1921-1963)
- Manuela Margarido (1925-2007)
- Alda do Espírito Santo (1926-2010)
- Guadalupe de Ceita (1929-)
- Olinda Beja (1946-)
- Conceição Lima (1961-)